# Royal Aircraft Establishment
Das Royal Aircraft Establishment (RAE) war eine britische Forschungs- und Entwicklungsinstitution, die 1991 in neuen, vom Verteidigungsministerium gegründeten Organisationen aufging. Von 1988 bis 1991 trug die Einrichtung den Namen Royal Aerospace Establishment.

## Geschichte

### Ursprung als Ballon-Fabrik
Der Betrieb wurde im Jahre 1892 als armeeeigene Firma zur Produktion von Ballonen als „Her Majesty´s Balloon Factory“ (Königliche Ballon-Fabrik) mit Standort Aldershot gegründet. Im Jahre 1905 wurde der Betrieb nach Farnborough verlegt.

### Entwicklung von Flugzeugen als Royal Aircraft Factory
Von 1907 bis 1909 entstanden u. a. die ersten Konstruktionen des Nurflügelpioniers John William Dunne.
Im Dezember 1910 erhielt das Unternehmen das Wrack eines Blériot-Eindeckers mit Zugpropeller zur Untersuchung. Aus den gewonnenen Erkenntnissen entstand das erste Flugzeug, die B.E.1, ein einsitziger Doppeldecker – man verwendete jedoch einen Druckpropeller. Die Maschine startete am 4. Dezember 1911 zum Erstflug, war aber nicht sonderlich erfolgreich: die B.E.1 stürzte ab. So baute man im April 1911 auf Basis eines reparaturbedürftigen Voisin-Doppeldeckers, den man erworben hatte, in der Firma eine Maschine mit Zugpropeller (Royal Aircraft Factory B.E.1). Im Jahre 1911 wurde das Unternehmen in „Army Aircraft Factory“ umbenannt.
Nach der erneuten Umbenennung in „Royal Aircraft Factory“ ab 1912 widmete sich das Team rund um den Konstrukteur Henry Phillip Folland verstärkt dem Bau von Flugzeugen und entwickelte Muster, die in der Zeit des Ersten Weltkrieges einen hohen Bekanntheitsgrad erlangten.
Das erfolgreichste Produkt dürfte das britische Jagdflugzeug Royal Aircraft Factory S.E.5 gewesen sein, das in großen Stückzahlen auf Seiten der Alliierten im Einsatz war.

### Umwandlung in eine Forschungseinrichtung
Als die britische Luftwaffe am 1. April 1918 den Namen Royal Air Force und damit auch die Abkürzung RAF erhielt, wurde das Unternehmen erneut umbenannt, um eine Verwechslung zu vermeiden; man nannte sich nun „Royal Aircraft Establishment“ (RAe). Mit der Umfirmierung einher ging der staatlich verordnete Rückzug aus dem Bereich der Flugzeugentwicklung. Ab sofort war der Betrieb lediglich in der Forschung im Bereich Flugzeugtechnik tätig. Viele bekannte Flugzeuge wurden in der Nachkriegszeit in den Anlagen der RAe getestet, so der britische Senkrechtstarter Hawker Siddeley Harrier. Für das spätere britisch-französische Gemeinschaftsprojekt des Überschall-Passagierflugzeuges Concorde war schon im Jahr 1955 in Farnborough eine Machbarkeitsstudie zu einem positiven Ergebnis gekommen. Die RAe betrieb unter anderem einen großen Windkanal in Farnborough.
Am 1. April 1991 wurde das Unternehmen der „Defence Research Agency“ (DRA), einer vom britischen Verteidigungsministerium neu gegründeten Organisation, eingegliedert. Am 1. April 1995 fasste man die DRA mit anderen Organisationen des Verteidigungsministeriums zur „Defence Evaluation and Research Agency (DERA)“ zusammen.
Im Jahre 2001 erfolgte eine Teil-Privatisierung der DERA – es entstand das staatliche „Defence Science and Technology Laboratory“ (DSTL) und das private Unternehmen QinetiQ.
Beide Unternehmen befinden sich (Stand 2005) – neben dem „British National Space Centre“ und der Air Accidents Investigation Branch, der britischen Untersuchungsstelle für Unfälle in der Luftfahrt – in den Anlagen der ehemaligen RAe.

## Entwickelte Flugzeuge
Zur Systematik der Bezeichnungen siehe Bezeichnungssystem für Luftfahrzeuge der britischen Streitkräfte
| Typ                                  | Baujahr | Bemerkung |
| ------------------------------------ | ------- | --- |
| Royal Aircraft Factory A.E.1 (F.E.3) | 1913    | Zweisitzer mit 100 PS (74 kW) Chenu-Motor und Druckpropeller, mit an einer Stange durch Kurbelwelle und Propeller gehaltenem Heckleitwerk                               |
| Royal Aircraft Factory A.E.2         | 1917    | Zweisitzer mit Zugpropeller und gepanzertem Rumpf |
| Royal Aircraft Factory A.T.1         | 1921    | Aerial Target mit 45 PS (33 kW) Armstrong-Siddeley Motor |
| Royal Aircraft Factory B.E.1         | 1911    | Bleriot Experimental Zugpropellerflugzeug, gebaut aus reparaturbedürftiger Voisin mit 60 PS (44 kW) Wolseley Motor, als Nr. 201 vom Royal Flying Corps (RFC) übernommen |
| Royal Aircraft Factory B.E.2         | 1912    | Zugpropellerflugzeug mit 70 PS (51 kW) Renault Motor, ab 1913 beim RFC                                                                                                  |
| Royal Aircraft Factory B.E.2a        | 1913    | verbesserte B.E.2, ab 1913 beim RFC und Royal Naval Air Service (RNAS)                                                                                                  |
| Royal Aircraft Factory B.E.2b        | 1914    | verbesserte B.E.2c |
| Royal Aircraft Factory B.E.2c        | 1914    | verbesserte B.E.2, in Serie als Kampfflugzeug gebaut und bis 1917 eingesetzt                                                                                            |
| Royal Aircraft Factory B.E.2d        | 1916    | verbesserte B.E.2c, in Serie als Kampfflugzeug gebaut und bis 1917 eingesetzt                                                                                           |
| Royal Aircraft Factory B.E.2e        | 1916    | verbesserte B.E.2c, als Schulflugzeug verwendet |
| Royal Aircraft Factory B.E.3         | 1912    | B.E.2 mit 50 PS (37 kW) Gnome-Monosoupape Umlaufmotor |
| Royal Aircraft Factory B.E.4         |         | B.E.3 mit 80 PS (59 kW) Gnome-Monosoupape Umlaufmotor |
| Royal Aircraft Factory B.E.5         |         | B.E.3 mit 140 PS (103 kW) Gnome-Monosoupape Umlaufmotor |
| Royal Aircraft Factory B.E.6         |         | B.E.3 mit geänderter Heckpartie |
| Royal Aircraft Factory B.E.7         |         | verbesserte B.E.3 mit 140 PS (103 kW) Gnome-Monosoupape Umlaufmotor |
| Royal Aircraft Factory B.E.8         | 1913    | verbesserte B.E.3/4 mit 80 PS (59 kW) Gnome-Monosoupape Umlaufmotor, vom RFC noch bis 1915 verwendet                                                                    |
| Royal Aircraft Factory B.E.8a        | 19153   | verbesserte B.E.8 mit 80 PS (59 kW) Gnome-Monosoupape Umlaufmotor, vom RFC als Schulflugzeug verwendet                                                                  |
| Royal Aircraft Factory B.E.9         | 1915    | im Pilotenjargon als The Pulpit (Kanzel) bezeichnet, verbesserte B.E.3/4 mit 90 PS (66 kW) RAF 1A Reihenmotor                                                           |
| Royal Aircraft Factory B.E.12        | 1915    | Einsitzerversion B.E.2c mit 140 PS (103 kW) RAF 4A Reihenmotor |
| Royal Aircraft Factory B.E.12a       | 1916    | verbesserte B.E.12 mit synchronisiertem Vichers-MG |
| Royal Aircraft Factory B.E.12b       | 1916    | Einsitzerversion B.E.2c mit 180 PS (132 kW) Hispano-Suiza 8Ac Reihenmotor                                                                                               |
| Royal Aircraft Factory B.S.1A        | 1912    | Einsitzer mit 100 PS (74 kW) Gnome-Monosoupape Umlaufmotor (vgl. S.E.1)                                                                                                 |
| Royal Aircraft Factory B.S.2         |         | reparierte B.S.1 mit 80 PS (59 kW) Gnome-Monosoupape Umlaufmotor |
| Royal Aircraft Factory C.E.1         | 1917    | Flugboot zwei gebaut, eines mit 230 PS (169 kW) RAF 3E Reihenmotor und eines mit 265 PS (195 kW) Sunbeam Maori Reihenmotor                                              |
| Royal Aircraft Factory F.E.1         | 1910    | als Farman Experimental aufgekaufte De Havilland No.2 |
| Royal Aircraft Factory F.E.2         | 1913    | Druckpropellerflugzeug mit Gitterrumpf und 70 PS (51 kW) Renault Reihenmotor                                                                                            |
| Royal Aircraft Factory F.E.2a        | 1915    | mit 100 PS (74 kW) Green Reihenmotor |
| Royal Aircraft Factory F.E.2b        | 1915    | mit 160 PS (118 kW) Beardmore Reihenmotor, in großen Stückzahlen gebaut                                                                                                 |
| Royal Aircraft Factory F.E.2c        |         | Nachjäger-Version der F.E.2b |
| Royal Aircraft Factory F.E.2d        | 1915    | F.E.2b mit 160 PS (118 kW) Beardmore Reihenmotor |
| Royal Aircraft Factory F.E.2h        | 1915    | F.E.2b mit Siddeley Puma Reihenmotor |
| Royal Aircraft Factory F.E.3         |         | siehe A.E.1 |
| Royal Aircraft Factory F.E.4         |         | zweimotoriger Dreisitzer als Waffenträger für C.O.W.-Geschütz |
| Royal Aircraft Factory F.E.6         | 1914    | Druckpropellerflugzeug |
| Royal Aircraft Factory F.E.8         | 1915    | Druckpropellerflugzeug mit 100 PS (74 kW) Gnome Umlaufmotor, Kampfeinsitzer ähnlich der Airco De Havilland D.H.2                                                        |
| Royal Aircraft Factory F.E.9         | 1917    | Druckpropellerflugzeug mit 200 PS (147 kW) Hispano-Suiza Reihenmotor |
| Royal Aircraft Factory F.E.12        | 1917    | zweisitziger Nachtjäger mit Suchscheinwerfer und Raketen-Bewaffnung |
| Royal Aircraft Factory H.R.E.        |         | Wasserflugzeugversion der R.E.1 mit 70 PS (51 kW) Renault Reihenmotor                                                                                                   |
| Royal Aircraft Factory H.R.E.2       |         | nach Überschlag als Landflugzeug wiederhergestellte H.R.E. |
| Royal Aircraft Factory N.E.1         | 1917    | Nachtjägerversion der F.E.9 |
| Royal Aircraft Factory R.A.M.1       |         | siehe A.E.1 |
| Royal Aircraft Factory R.A.M.2       |         | Tiefangriffsflugzeug mit 150 PS (110 kW) Bentley B.R.1 Umlaufmotor |
| Royal Aircraft Factory R.E.1         | 1913    | als Reconnaissance Experimental, mit 70 PS (51 kW) Renault-Motor, zwei Flugzeuge gebaut                                                                                 |
| Royal Aircraft Factory R.E.3         |         | H.R.E. mit 120 PS (88 kW) Austro-Daimler Reihenmotor |
| Royal Aircraft Factory R.E.4         |         | Doppeldecker mit 120 PS (88 kW) Austro-Daimler Reihenmotor |
| Royal Aircraft Factory R.E.5         | 1914    | Doppeldecker, erste Serienmaschine mit 120 PS (88 kW) Austro-Daimler Reihenmotor, als Bomber eingesetzt                                                                 |
| Royal Aircraft Factory R.E.6         |         | dreisitziges Zugpropellerflugzeug mit 275 PS (202 kW) Rolls-Royce Reihenmotor                                                                                           |
| Royal Aircraft Factory R.E.7         |         | Nachfolgemodell der R.E.5 mit 120 PS (88 kW) Beardmore Reihenmotor |
| Royal Aircraft Factory R.E.8         | 1916    | in großen Stückzahlen gebauter zweisitziger Bomber und Artillerieaufklärer                                                                                              |
| Royal Aircraft Factory R.E.8a        |         | Doppelrumpfflugversion der R.E.8 mit 250 PS (184 kW) Hispano-Suiza Reihenmotor                                                                                          |
| Royal Aircraft Factory R.E.9         |         | Doppelrumpfflugversion der R.E.8 mit 150 PS (110 kW) RAF 4A Reihenmotor                                                                                                 |
| Royal Aircraft Factory S.E.1         |         | Canardversion des Bleriot-Eindeckers mit Druckpropeller-Doppeldecker |
| Royal Aircraft Factory S.E.2         |         | reparierte B.S.1 mit 80 PS (59 kW) Gnome-Monosoupape Umlaufmotor |
| Royal Aircraft Factory S.E.2a        | 1914    | siehe B.S.2 |
| Royal Aircraft Factory S.E.4         |         | Rekordflugzeug mit 160 PS (118 kW) Gnome-Umlaufmotor |
| Royal Aircraft Factory S.E.4a        |         | Kampfeinsitzer |
| Royal Aircraft Factory S.E.5         | 1916    | Jagdflugzeug mit 150 PS (110 kW) Hispano-Suiza Reihenmotor |
| Royal Aircraft Factory S.E.5a        | 1917    | verbesserte S.E.5a mit 200 PS (147 kW) Hispano-Suiza Reihenmotor |
| Royal Aircraft Factory S.E.5b        |         | verbesserte S.E.5a |
| Royal Aircraft Factory T.E.1         |         | Kampfzweisitzer mit 200 PS (147 kW) Hispano-Suiza Reihenmotor |

## Bilder

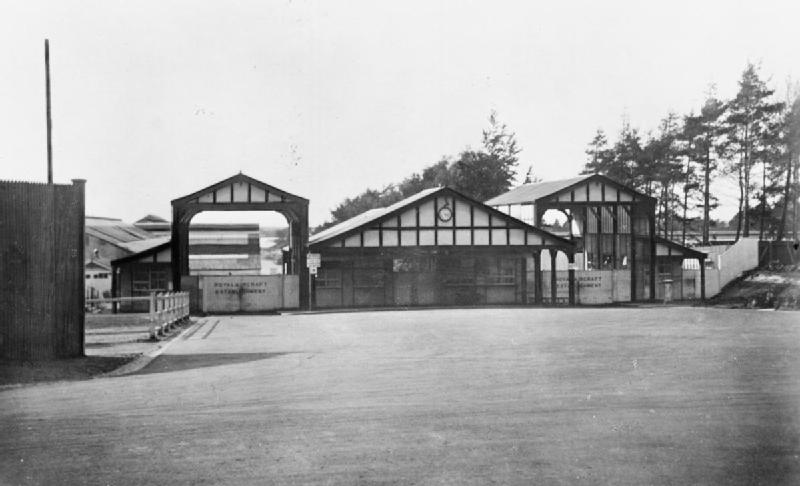
Eingang zum Werksgelände vor 1914
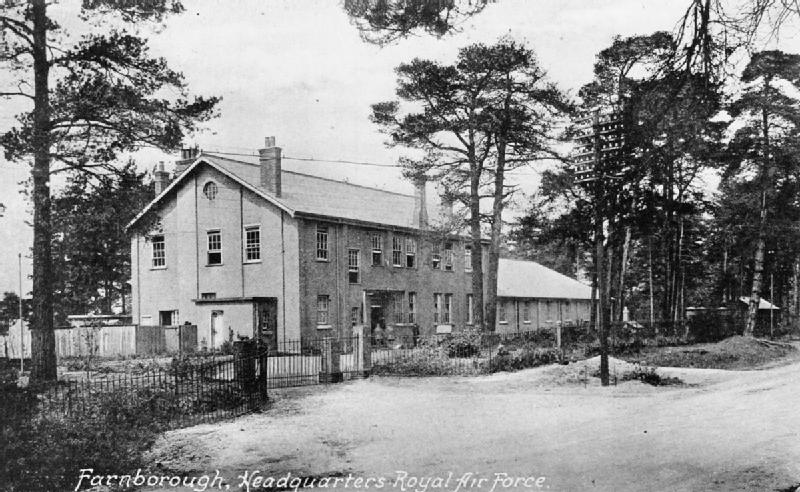
Hauptgebäude der R.A.F.
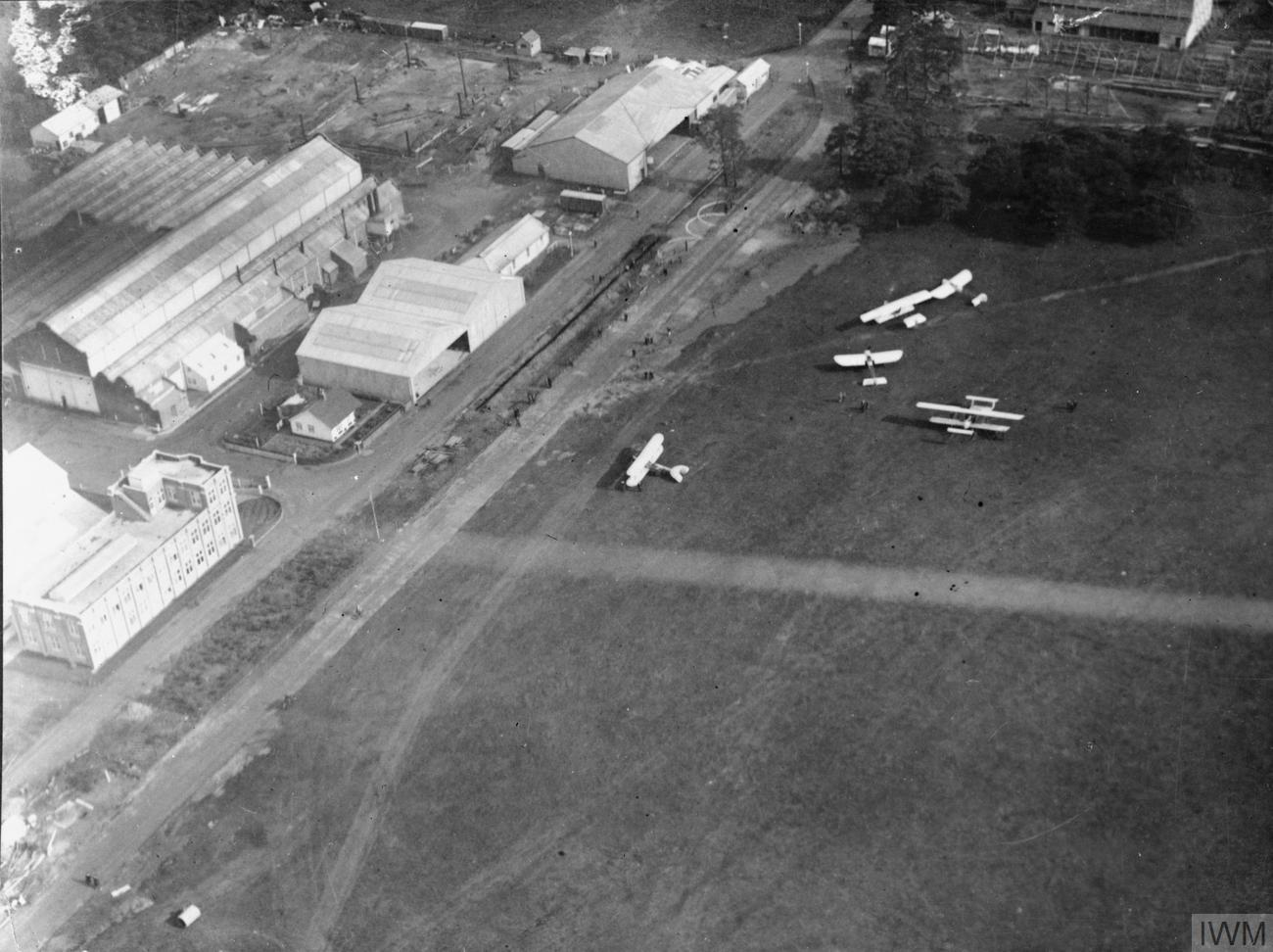
Werksflugplatz
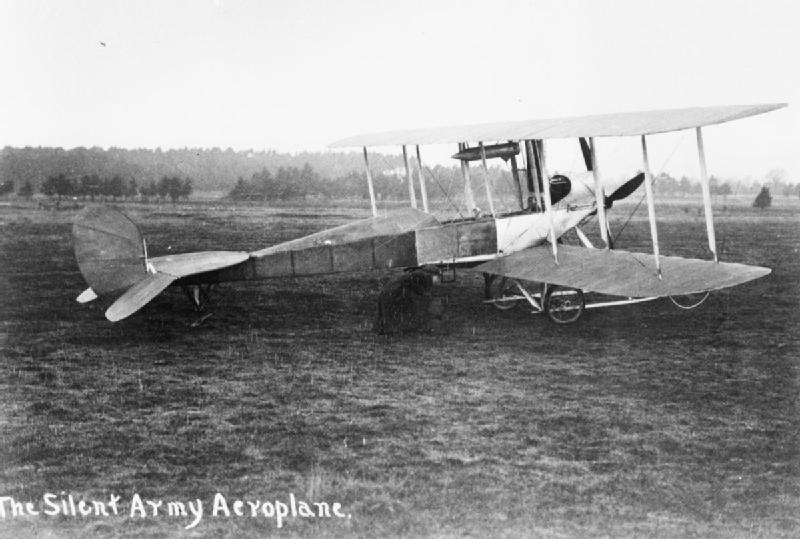
Royal Aircraft Factory B.E.1
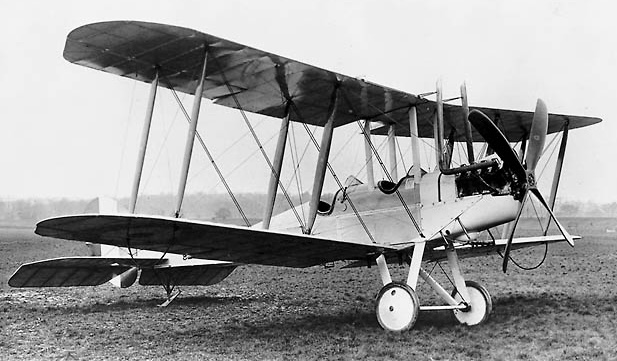
Royal Aircraft Factory B.E.1
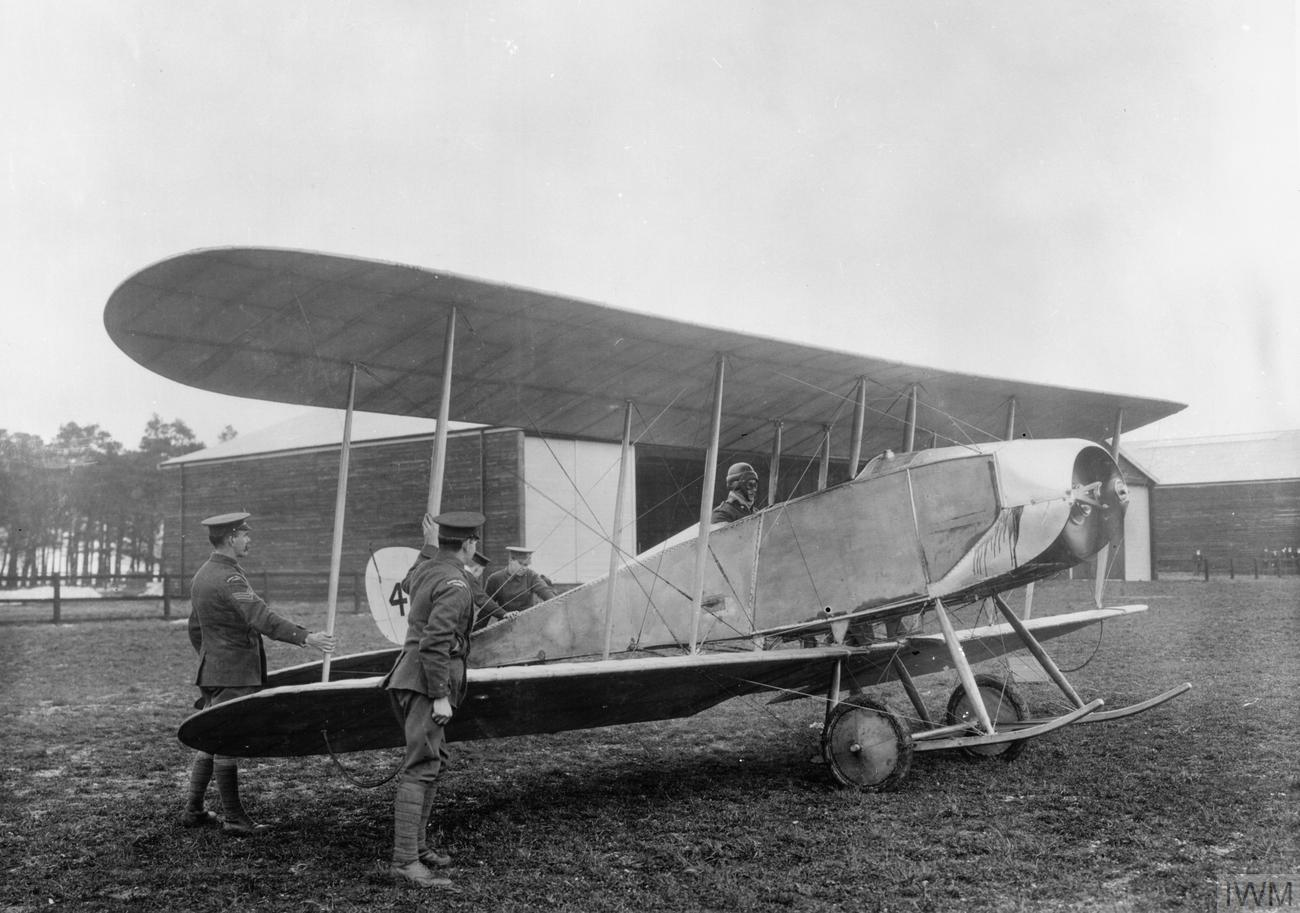
Royal Aircraft Factory B.E.4
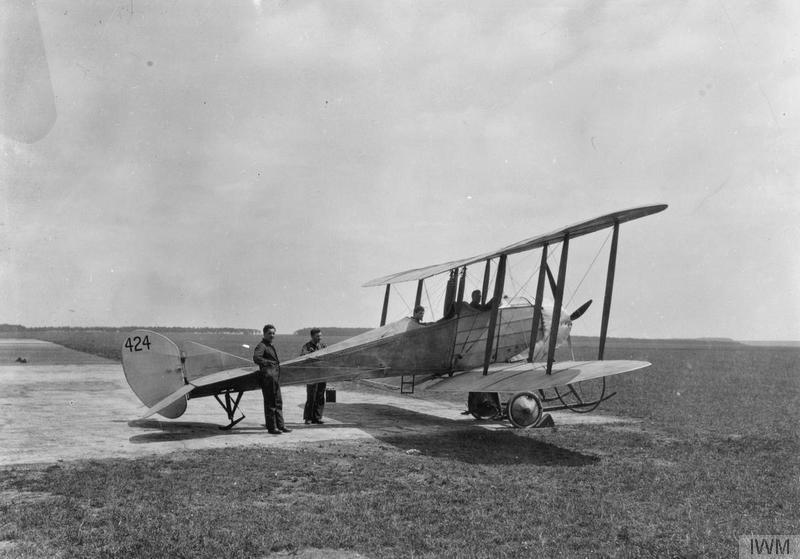
Royal Aircraft Factory B.E.8
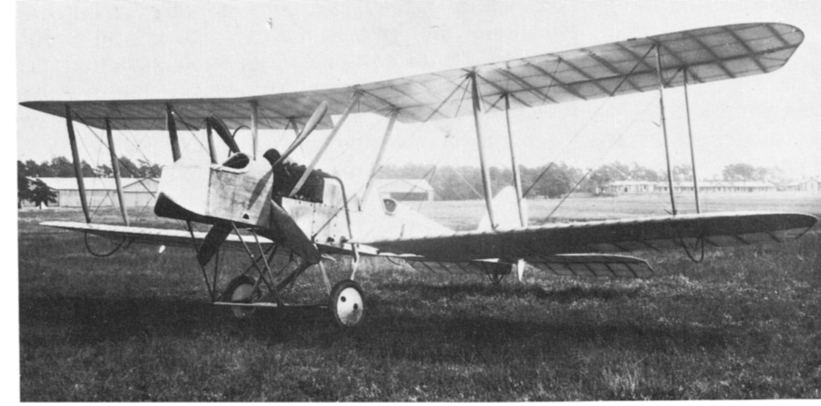
Royal Aircraft Factory B.E.9
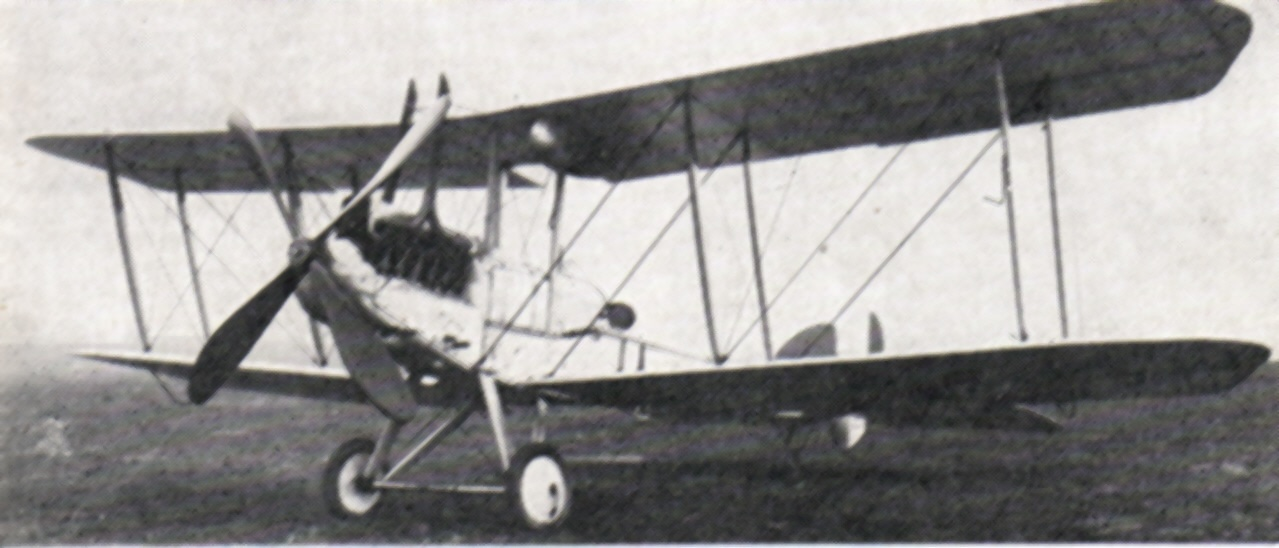
Royal Aircraft Factory B.E.12
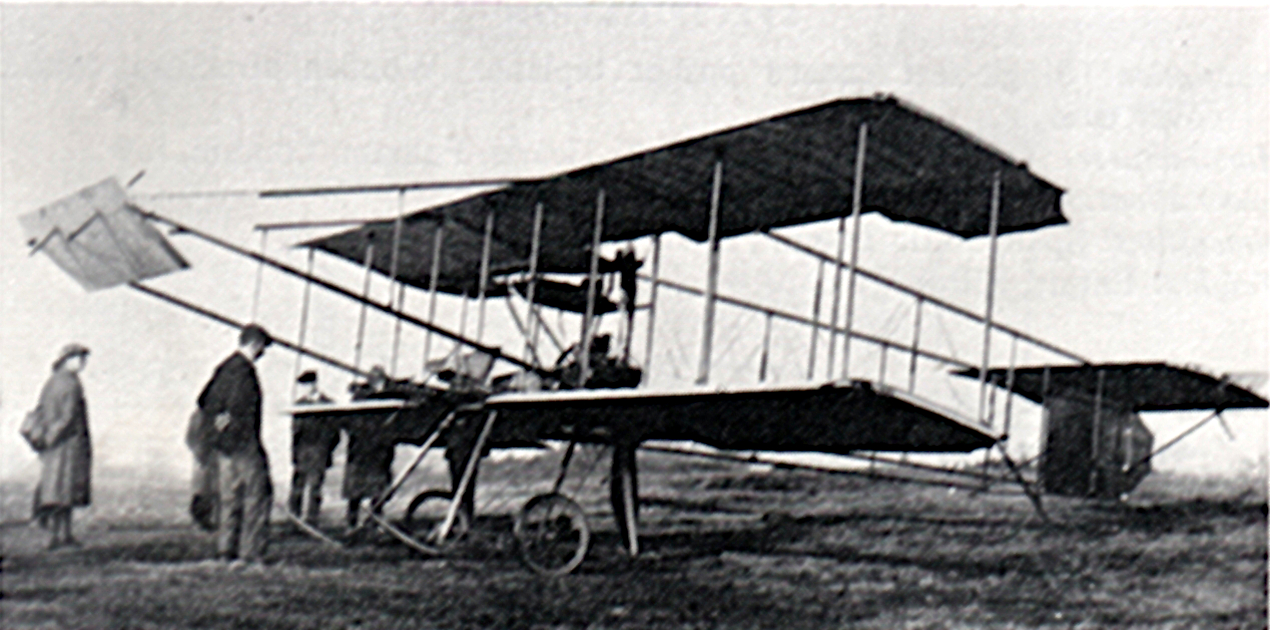
Royal Aircraft Factory F.E.1
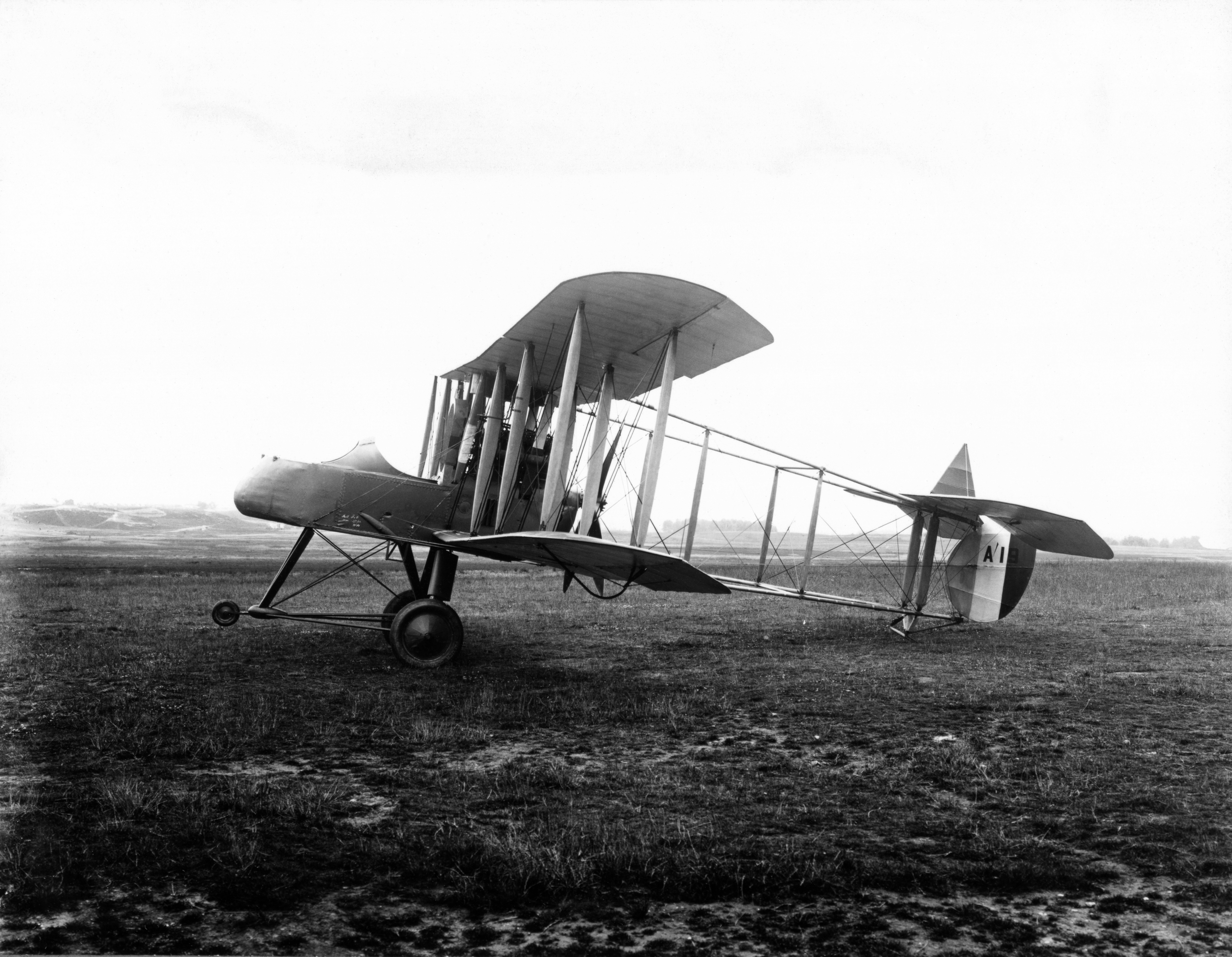
Royal Aircraft Factory F.E.2
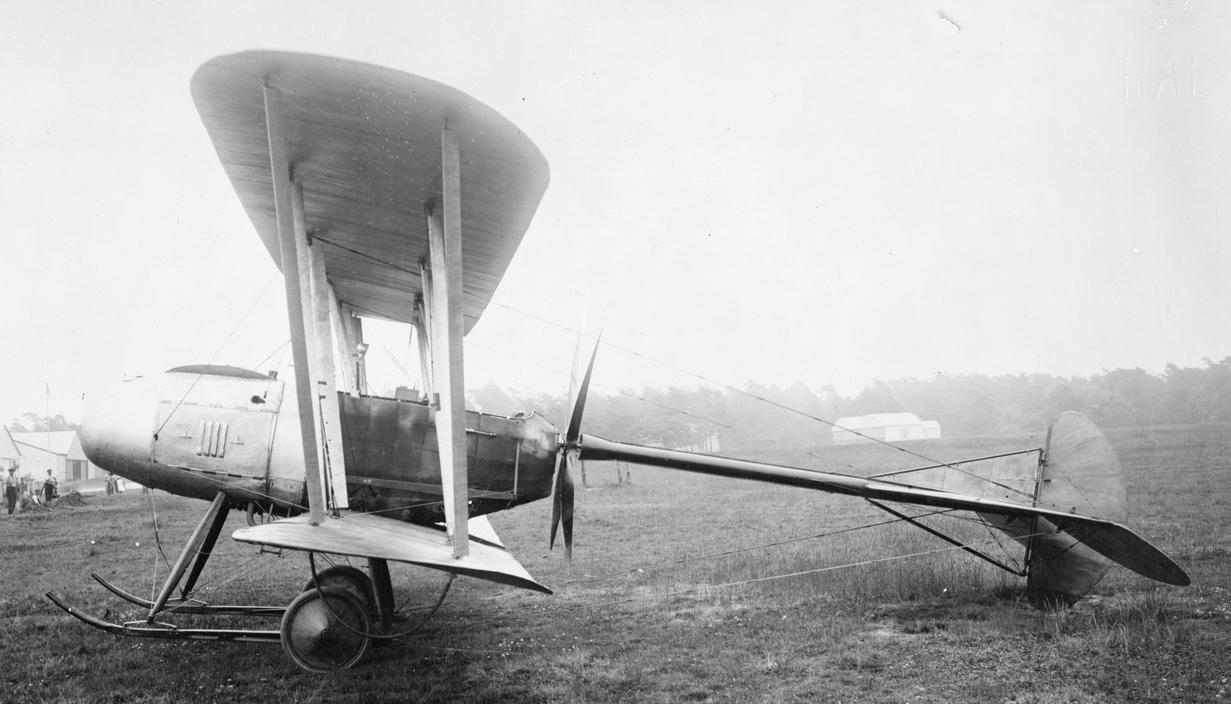
Royal Aircraft Factory F.E.3
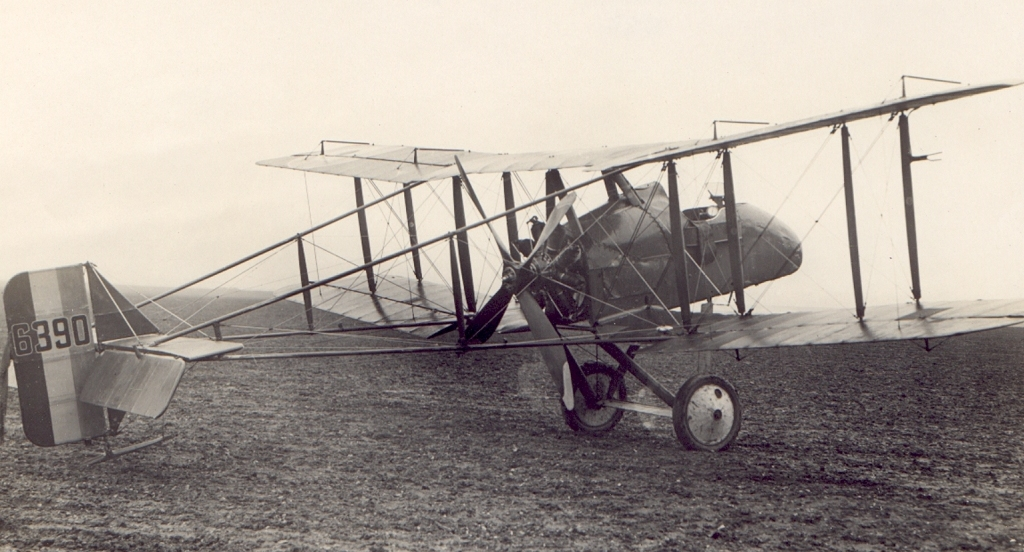
Royal Aircraft Factory F.E.8
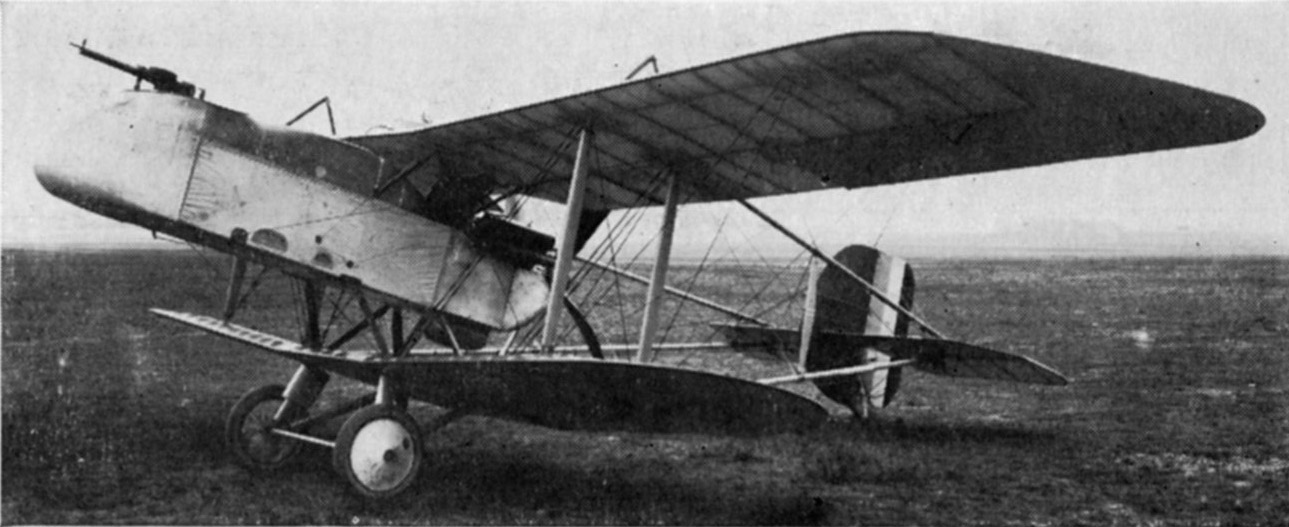
Royal Aircraft Factory F.E.8
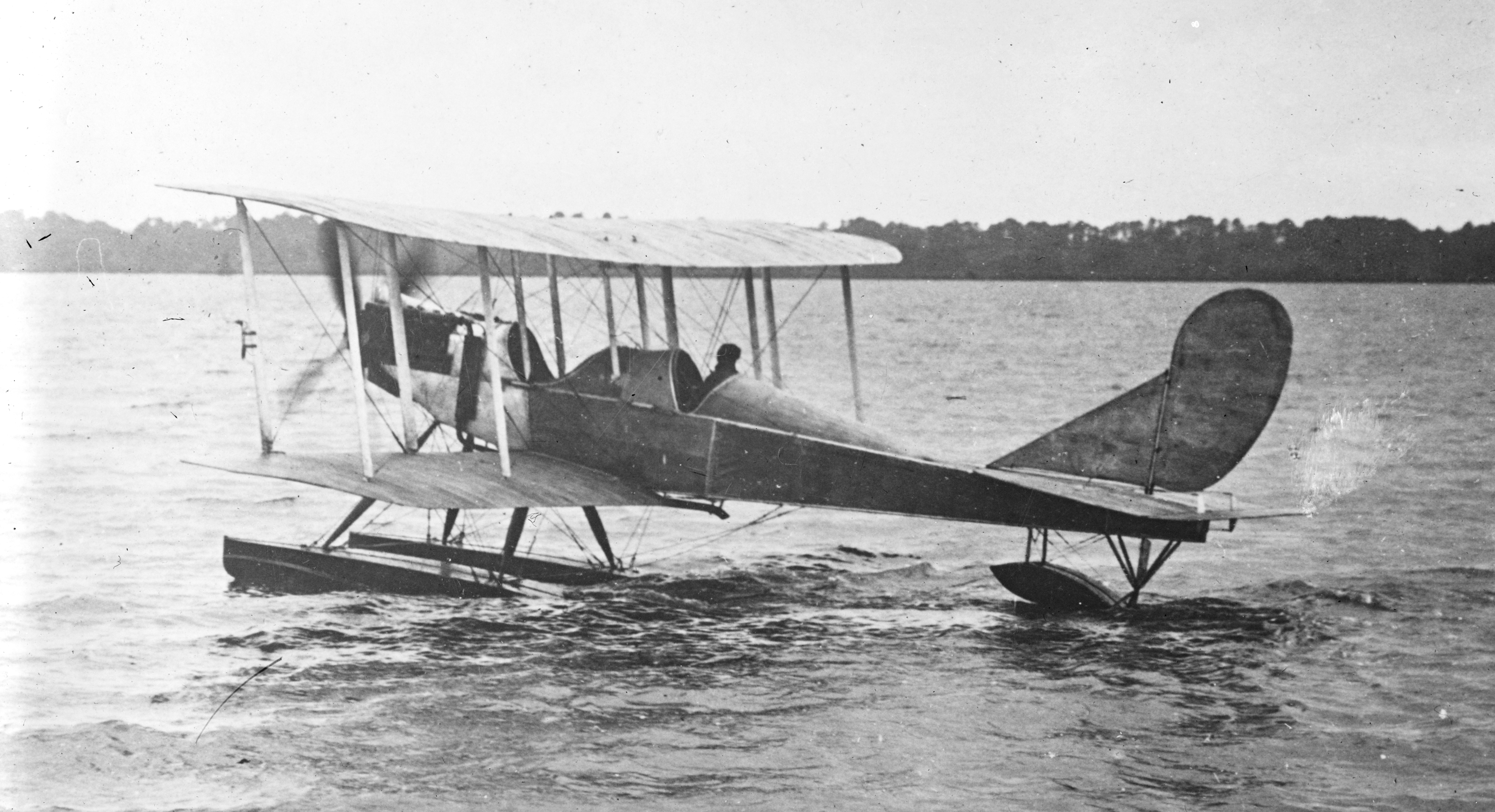
Royal Aircraft Factory H.R.E.2
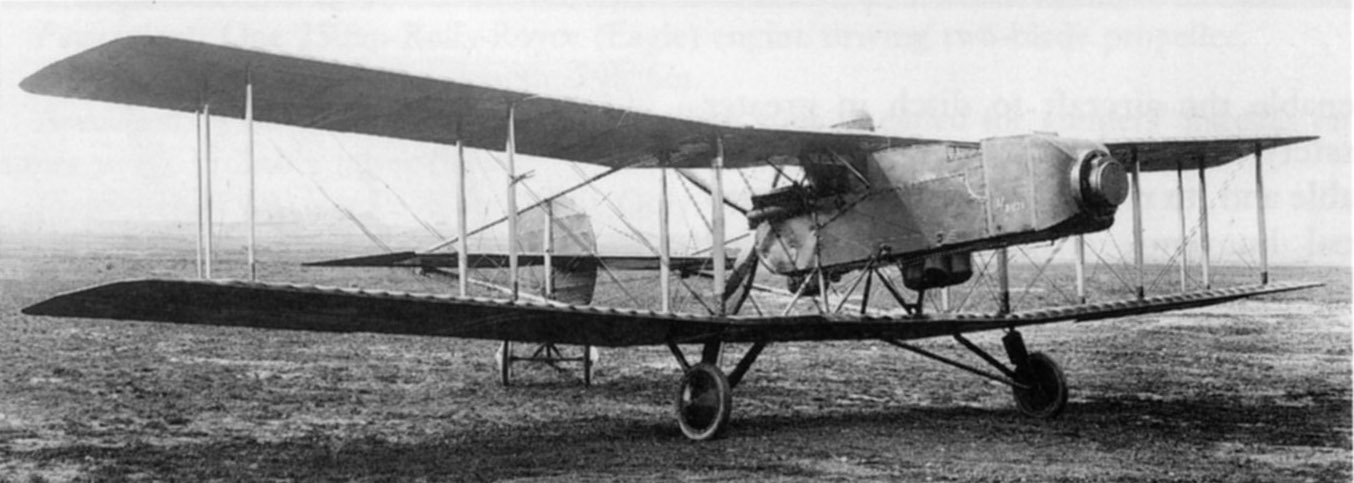
Royal Aircraft Factory N.E.1
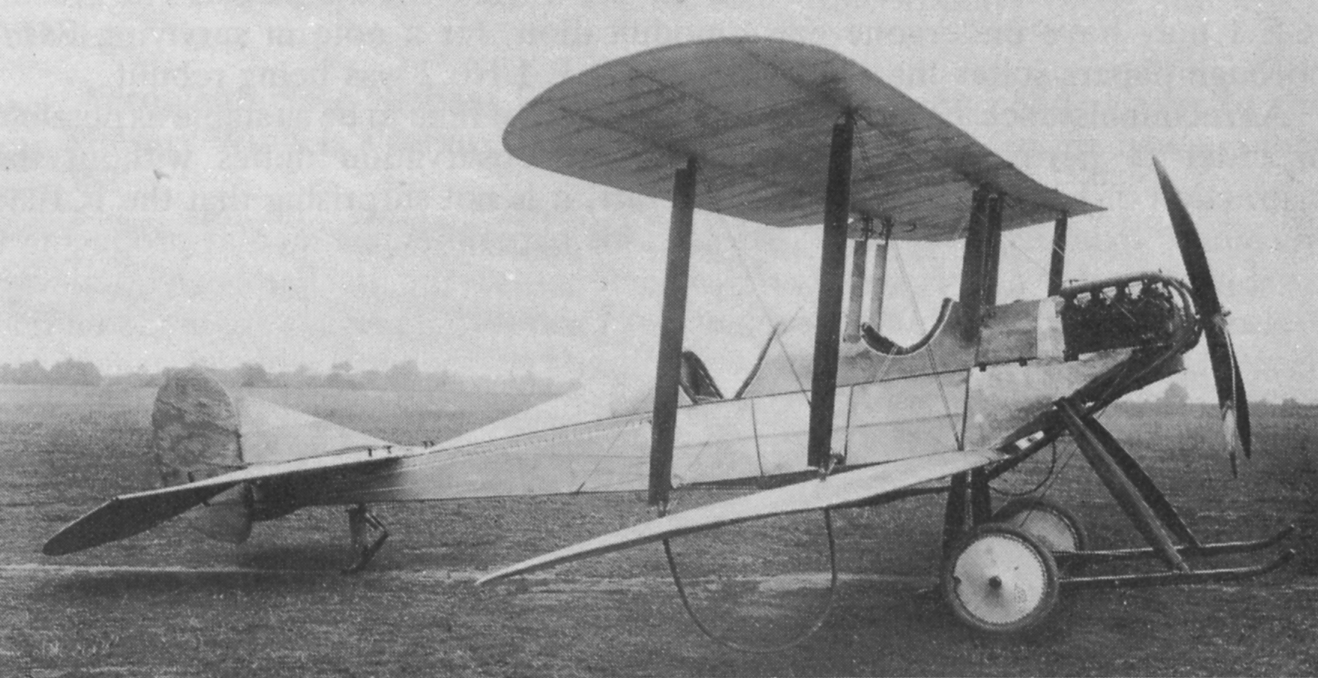
Royal Aircraft Factory R.E.1
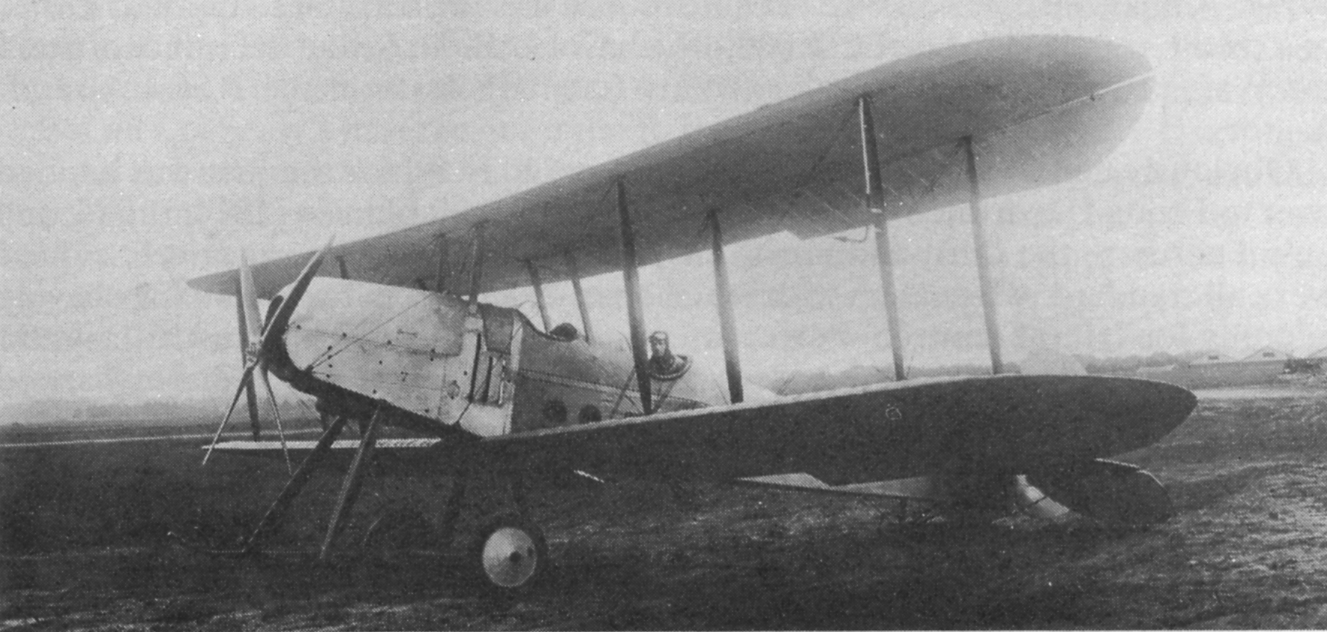
Royal Aircraft Factory R.E.5
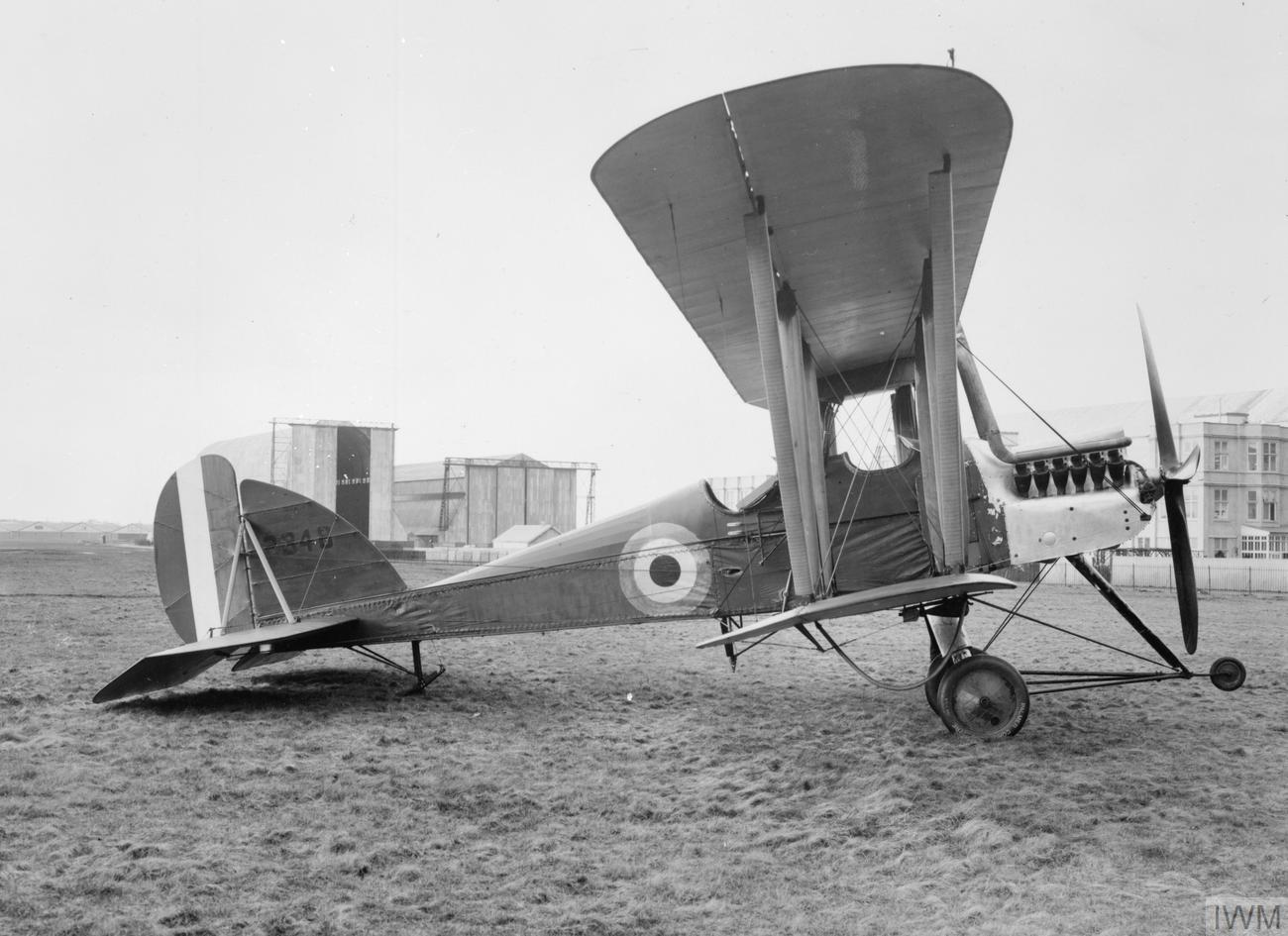
Royal Aircraft Factory R.E.7
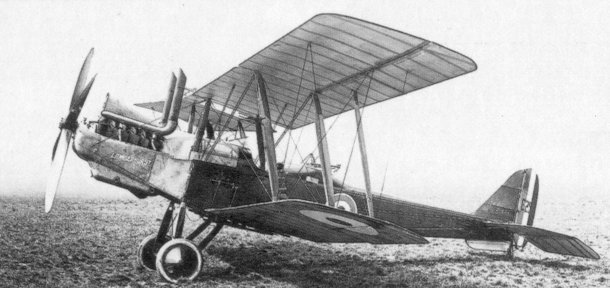
Royal Aircraft Factory F.E.8
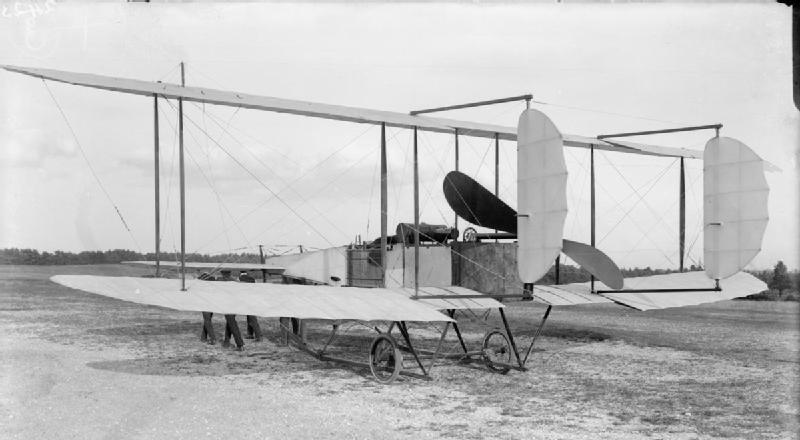
Royal Aircraft Factory S.E.1
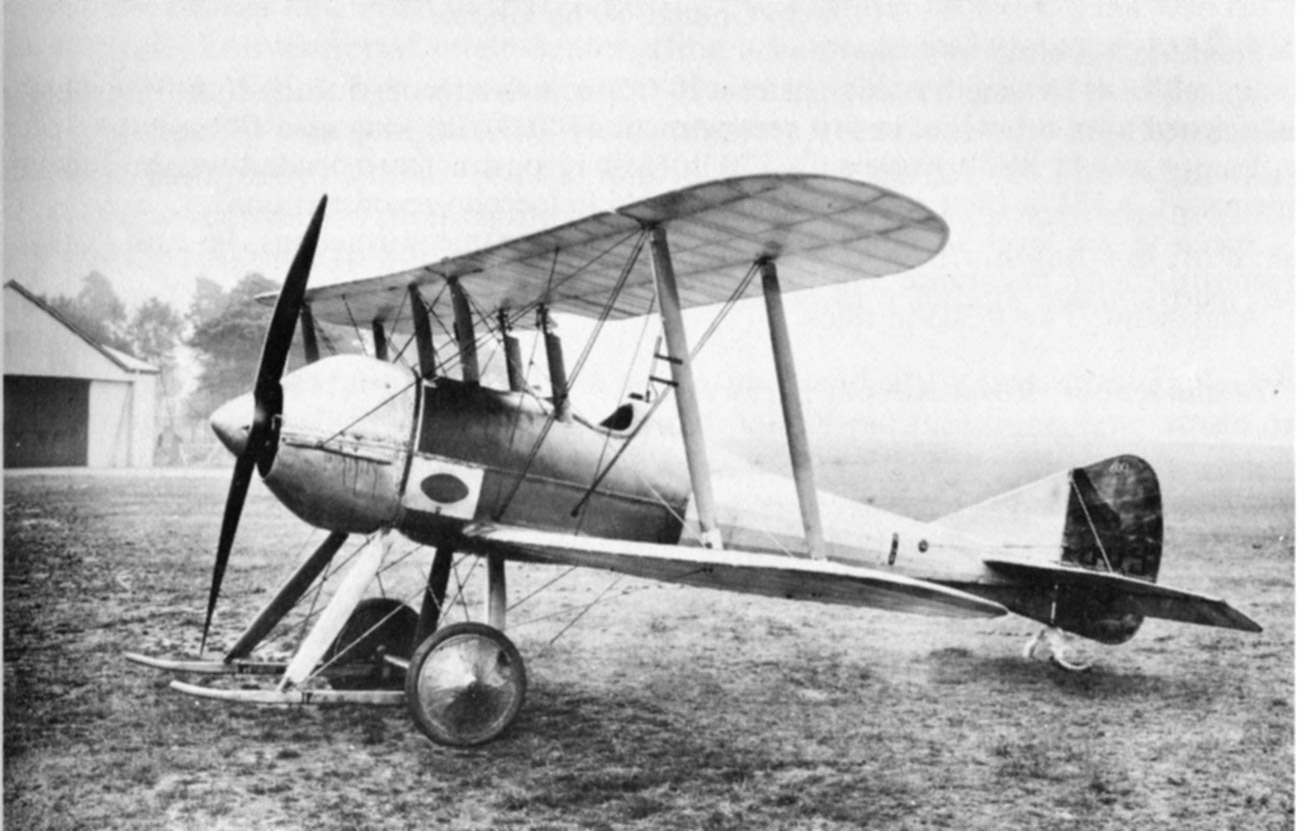
Royal Aircraft Factory S.E.2
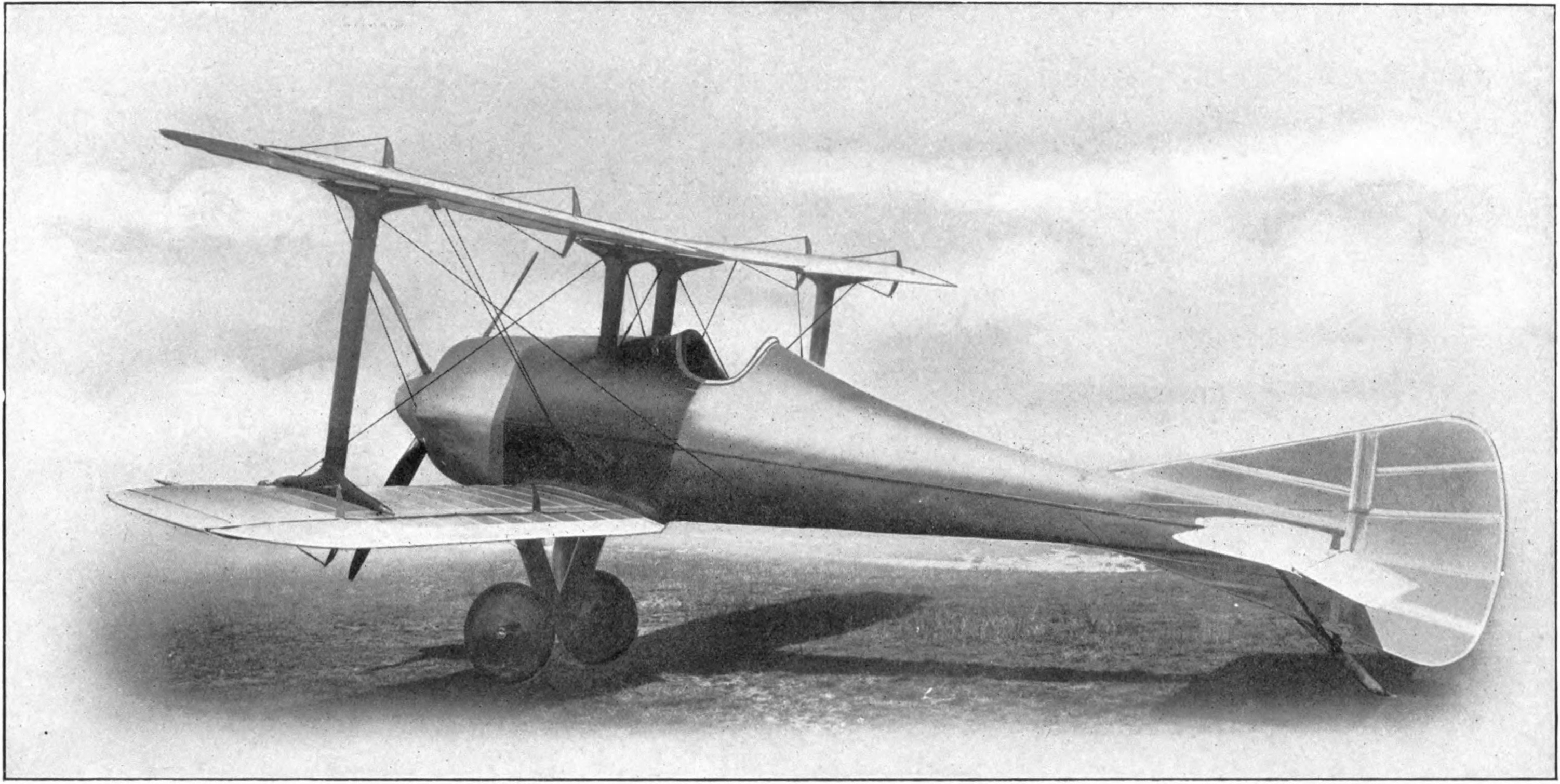
Royal Aircraft Factory S.E.4
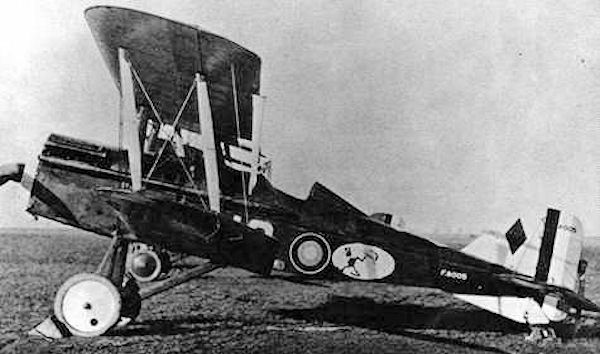
Royal Aircraft Factory S.E.5